# Winfield Barnes Company
Winfield Barnes Company war ein US-amerikanischer Hersteller von Automobilen.

## Unternehmensgeschichte
Das Unternehmen wurde 1920 in Philadelphia in Pennsylvania gegründet. Im Sommer desselben Jahres begann die Produktion von Automobilen. Der Markenname lautete Adelphia. Die Fahrzeuge waren ausschließlich für den Export gedacht. Noch 1920 endete die Produktion. Insgesamt entstanden nur wenige Fahrzeuge. Eine erste Versteigerung des Werks im Juli 1921 ergab kein ausreichendes Gebot. Erst 1922 wurde es für 86.000 US-Dollar versteigert.

## Fahrzeuge
Einziges Modell war das Model 48. Es war ein fünfsitziger Tourenwagen. Ungewöhnlich war die Rechtslenkung. Das Fahrgestell war 292 cm lang. Der Vierzylindermotor kam von Herschell-Spillman und leistete 39 PS.